# 華光寺 (京都市上京区)
華光寺（けこうじ）は、京都市上京区出水通にある日蓮宗の寺院。山号は蓮金山。本尊は十界曼荼羅。通称の「出水の毘沙門さま」の名で親しまれている。

## 歴史
天正11年（1583年）12月7日に妙顕寺12世の日堯が自らの隠居所として創建。その後豊臣秀吉から伏見城に安置されていた毘沙門天像を寄進され、当寺の守護神とした。
江戸時代以降、この平安時代後期の作とされる毘沙門天像は開運厄除けの神としての信仰を集めた。
安永2年（1773年）には京都西町奉行・長谷川宣雄（長谷川平蔵の父）の葬儀を行っている。

## 境内
- 本堂 - 本尊・十界曼荼羅の他に毘沙門天も祀られている。
- 庫裏
- 庭園 - 出水七不思議に数えられ、すでに枯れてしまっている「時雨松」と「五色椿」の子孫が植えられている。
- 鐘楼 - 吊るされている梵鐘（京都府指定有形文化財）は鎌倉時代後期の作で、橘則弘の銘がある。太平洋戦争中の金属供出を免れたものである。
- 「時雨松」の古株 - 豊臣秀吉手植えの松という。
- 山門 - 寺院としては珍しい六足門となっている。

## 文化財

### 京都府指定有形文化財
- 梵鐘

## 前後の札所
通称寺の会（出水の毘沙門さま）

## 所在地
- 京都市上京区出水通六軒町西入七番町331